# Tiszafüred
Tiszafüred é uma cidade da Hungria, situada no condado de Jász-Nagykun-Szolnok. Tem 162,19 km² de área e sua população em 2019 foi estimada em 10.745 habitantes.